# Tepuihyla exophthalma
Tepuihyla exophthalma é uma espécie de anfíbio da família Hylidae. Pode ser encontrada na Guiana, Venezuela e Brasil.